# 科丽·科格德尔
科丽·科格德尔（Corey Cogdell，1986年9月2日—），生于帕默，美国女子射击运动员。她曾参加2008年、2012年和2016年三届奥运，其中在2008年北京奥运和2016年里约奥运各获得一枚铜牌。